# Tênis de mesa nos Jogos Olímpicos de Verão de 2024
Os torneios de tênis de mesa nos Jogos Olímpicos de Verão de 2024 em Paris, na França foram disputados entre 27 de julho e 10 de agosto na Arena Paris Sul. Um total de 172 mesatenistas, com distribuição equitativa entre homens e mulheres, disputaram cinco eventos de medalhas (duas por gênero e uma mista) nestes Jogos, mesma quantidade das edições anteriores. Após estrear em Tóquio 2020, a competição de duplas mistas permaneceu no programa do tênis de mesa para estas Olimpíadas.

## Qualificação
172 vagas de tênis de mesa, com divisão igual entre homens e mulheres, estavam  disponíveis para Paris 2024; Os Comitês Olímpicos Nacionais (CON) poderiam inscrever no máximo seis jogadores em cinco eventos (individuais masculino e feminino; equipes masculinas e femininas e duplas mistas) sendo um máximo de dois para cada evento individual. A nação sede, França, reservou uma vaga direta para as equipes masculina e feminina, respectivamente, com um por gênero competindo no torneio individual; e nas duplas mistas.

## Calendário
Os torneios de tênis se iniciaram com as primeiras rodadas das disputas individuais e de duplas mistas em 27 de julho e se encerraram com a final das equipes femininas em 10 de agosto de 2024.
| P | Preliminares | ¼ | Quartas de final | ½ | Semifinais | F | Final |

| DataEvento           | Sáb 27 jul | Dom 28 jul | Seg 29 jul | Ter 30 jul | Qua 31 jul | Qui 1 ago | Sex 2 ago | Sáb 3 ago | Dom 4 ago | Seg 5 ago | Ter 6 ago | Ter 6 ago | Qua 7 ago | Qua 7 ago | Qui 8 ago | Qui 8 ago | Sex 9 ago | Sáb 10 ago |
| -------------------- | ---------- | ---------- | ---------- | ---------- | ---------- | --------- | --------- | --------- | --------- | --------- | --------- | --------- | --------- | --------- | --------- | --------- | --------- | ---------- |
| Individual masculino | P          | P          | P          | P          | P          | ¼         | ½         |           | F         |           |           |           |           |           |           |           |           |            |
| Equipes masculinas   |            |            |            |            |            |           |           |           |           | P         | P         | P         | ¼         | ¼         | ½         | ½         | F         |            |
| Individual feminino  | P          | P          | P          | P          | P          | ¼         | ½         | F         |           |           |           |           |           |           |           |           |           |            |
| Equipes femininas    |            |            |            |            |            |           |           |           |           | P         | P         | P         | ¼         | ¼         |           | ½         |           | F          |
| Duplas mistas        | P          | ¼          | ½          | F          |            |           |           |           |           |           |           |           |           |           |           |           |           |            |

## Nações participantes
Ao todo, 60 CONs enviaram seus mesatenistas qualificados. Entre parênteses encontra-se representada a quantidade de competidores.
- GER Alemanha (6)
- ALG Argélia (2)
- ARG Argentina (1)
- AUS Austrália (6)
- AUT Áustria (2)
- BEL Bélgica (2)
- BRA Brasil (6)
- CMR Camarões (1)
- CAN Canadá (4)
- KAZ Cazaquistão (1)
- CZE Chéquia (1)
- CHI Chile (3)
- CHN China (6)
- CGO Congo (1)
- PRK Coreia do Norte (3)
- KOR Coreia do Sul (6)
- CRO Croácia (4)
- CUB Cuba (3)
- DEN Dinamarca (3)
- EGY Egito (6)
- ECU Equador (1)
- SLO Eslovênia (3)
- SVK Eslováquia (1)
- ESP Espanha (2)
- USA Estados Unidos (4)
- FIJ Fiji (1)
- FRA França (6)
- GBR Grã-Bretanha (2)
- GRE Grécia (1)
- GUY Guiana (1)
- HKG Hong Kong (4)
- HUN Hungria (3)
- IND Índia (6)
- IRI Irã (3)
- ITA Itália (2)
- JPN Japão (6)
- JOR Jordânia (1)
- LBN Líbano (1)
- LUX Luxemburgo (3)
- MAD Madagascar (1)
- MDV Maldivas (1)
- MEX México (2)
- MDA Moldávia (1)
- MON Mônaco (1)
- NEP Nepal (1)
- NGR Nigéria (4)
- NED Países Baixos (1)
- POL Polônia (4)
- PUR Porto Rico (3)
- POR Portugal (5)
- ROU Romênia (5)
- SEN Senegal (1)
- SRB Sérvia (1)
- SGP Singapura (3)
- SWE Suécia (6)
- THA Tailândia (3)
- TPE Taipé Chinês (6)
- TUR Turquia (1)
- UKR Ucrânia (3)
- VAN Vanuatu (1)

## Medalhistas
| Evento                        | Ouro                                       | Prata                                                       | Bronze                                                |
| ----------------------------- | ------------------------------------------ | ----------------------------------------------------------- | ----------------------------------------------------- |
| Individual masculino detalhes | Fan Zhendong CHN China                     | Truls Möregårdh SWE Suécia                                  | Félix Lebrun FRA França                               |
| Equipes masculinas detalhes   | Fan Zhendong Ma Long Wang Chuqin CHN China | Anton Källberg Kristian Karlsson Truls Möregårdh SWE Suécia | Simon Gauzy Alexis Lebrun Félix Lebrun FRA França     |
| Individual feminino detalhes  | Chen Meng CHN China                        | Sun Yingsha CHN China                                       | Hina Hayata JPN Japão                                 |
| Equipes femininas detalhes    | Chen Meng Sun Yingsha Wang Manyu CHN China | Miwa Harimoto Hina Hayata Miu Hirano JPN Japão              | Jeon Ji-hee Lee Eun-hye Shin Yu-bin KOR Coreia do Sul |
| Duplas mistas detalhes        | Wang Chuqin Sun Yingsha CHN China          | Ri Jong-sik Kim Kum-yong PRK Coreia do Norte                | Lim Jong-hoon Shin Yu-bin KOR Coreia do Sul           |

## Quadro de medalhas

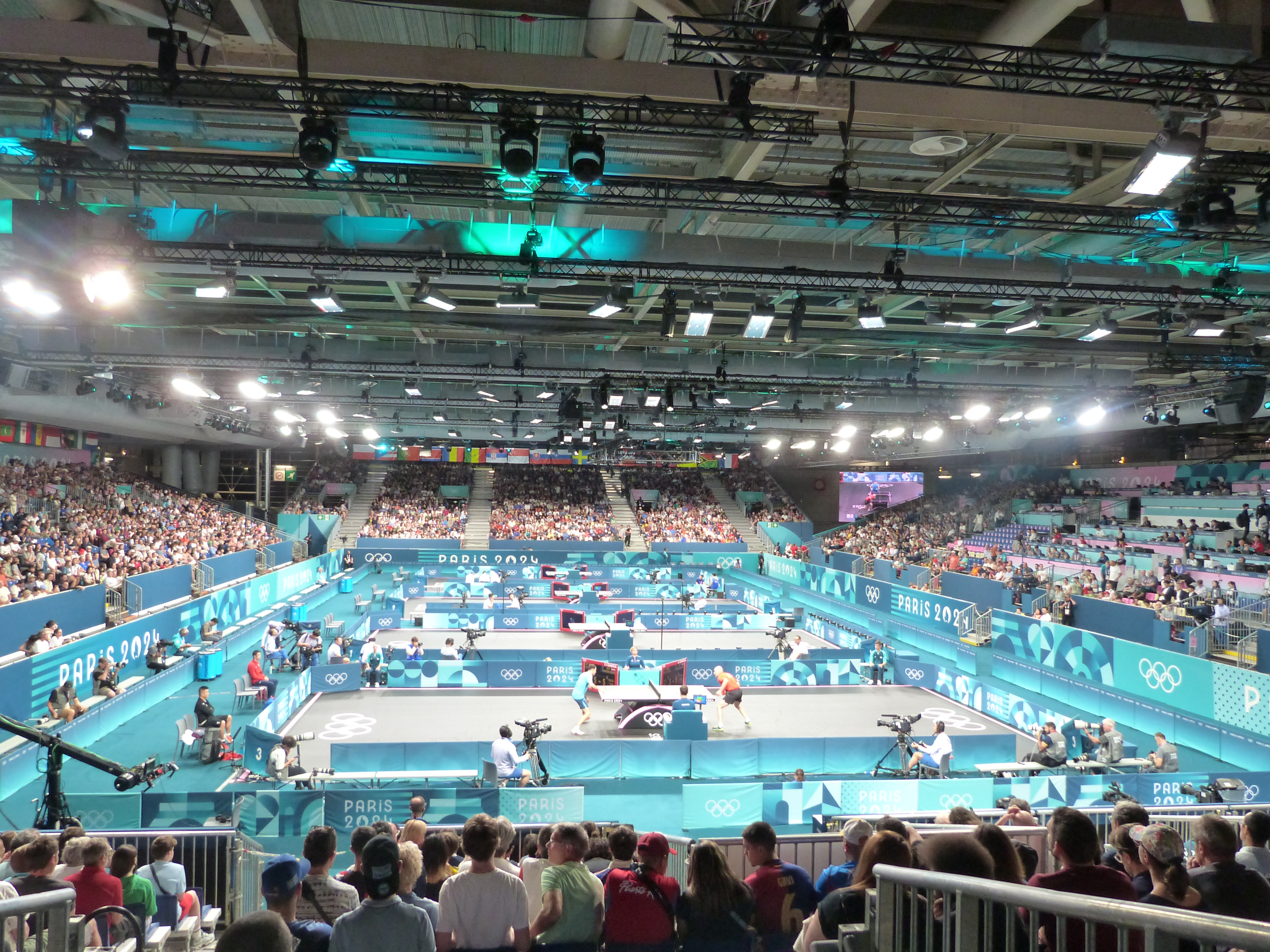
Arena Paris Sul durante as competições de tênis de mesa

| Ordem | País                | Medalha de ouro | Medalha de prata | Medalha de bronze |    | Ordem por total |
| ----- | ------------------- | --------------- | ---------------- | ----------------- | -- | --------------- |
| 1     | CHN China           | 5               | 1                |                   | 6  | 1               |
| 2     | SWE Suécia          |                 | 2                |                   | 2  | 2               |
| 3     | JPN Japão           |                 | 1                | 1                 | 2  | 2               |
| 4     | PRK Coreia do Norte |                 | 1                |                   | 1  | 6               |
| 5     | KOR Coreia do Sul   |                 |                  | 2                 | 2  | 2               |
|       | FRA França          |                 |                  | 2                 | 2  | 2               |
| TOTAL | TOTAL               | 5               | 5                | 5                 | 15 | —               |